# دیو مک‌فرسن
دیو مک‌فرسن (انگلیسی: Dave McPherson؛ زادهٔ ۲۸ ژانویهٔ ۱۹۶۴) بازیکن سابق و مربی فوتبال اهل اسکاتلند است.
از باشگاه‌هایی که در آن بازی کرده‌است می‌توان به باشگاه فوتبال هارت آف میدلوتیان و باشگاه فوتبال رنجرز اشاره کرد.
وی همچنین در تیم‌های ملی فوتبال زیر ۲۱ سال اسکاتلند و اسکاتلند بازی کرده‌است.